# جامعة ذكرى لينكن كلية ديبوسك للطب التقويمي
جامعة ذكرى لينكن كلية ديبوسك للطب التقويمي (بالإنجليزية: Lincoln Memorial University DeBusk College of Osteopathic Medicine)‏ هي إحدى الكليات لتدريس الطب في الولايات المتحدة الأمريكية. تقع في مدينة هاروغيت في ولاية تينيسي الأمريكية. نوع الشهادة الطبية التي يتم تحصيلها هناك هي دو.